# Nuits de Fourvière
De Nuits de Fourvière is een jaarlijks cultureel festival in Lyon, Frankrijk, met theater, muziek, dans en filmtheater en vindt plaats op de heuvel Fourvière, voornamelijk in het Antiek theater van Lugdunum.
Dit theater is gebouwd in twee etappes, eerst in 15 v.Chr. en vervolgens een uitbreiding tot 10.000 plaatsen in de 2e eeuw. Tegenwoordig biedt het echter slechts plaats aan tussen de 2600 tot 4500 plaatsen, tussen de maanden juni, juli en augustus.
Naast het antieke theater wordt ook het ernaast gelegen Odeion van Lugdunum voor de uitvoeringen gebruikt. Deze bood in antieke tijden plaats aan 3000 bezoekers en tegenwoordig nog aan 900 tot 1200 plaatsen, afhankelijk van de opvoering.

## Bezoekers
- 2004: 78.684 bezoekers
- 2005: 87.311 bezoekers
- 2006: 97.583 bezoekers
- 2007: 107.944 bezoekers (84,5% bezettingsgraad)
- 2008: 105,904 bezoekers
- 2009: 117,788 bezoekers
- 2010: 121,221 bezoekers
- 2011: 133,408 bezoekers
- 2012: 134,727 bezoekers
- 2013: 157,684 bezoekers
- 2014: 142,000 bezoekers
- 2015: 191,000 bezoekers
- 2016: 136,000[1]